# 하라다 신타로
하라다 신타로(일본어: 原田 慎太郎, 1980년 11월 8일 ~ )는 일본의 전 축구 선수이다.

## 구단 경력
과거 요코하마 F. 마리노스, 오미야 아르디자, 도쿠시마 보르티스에서 활동하였다.